# Jörg Springer

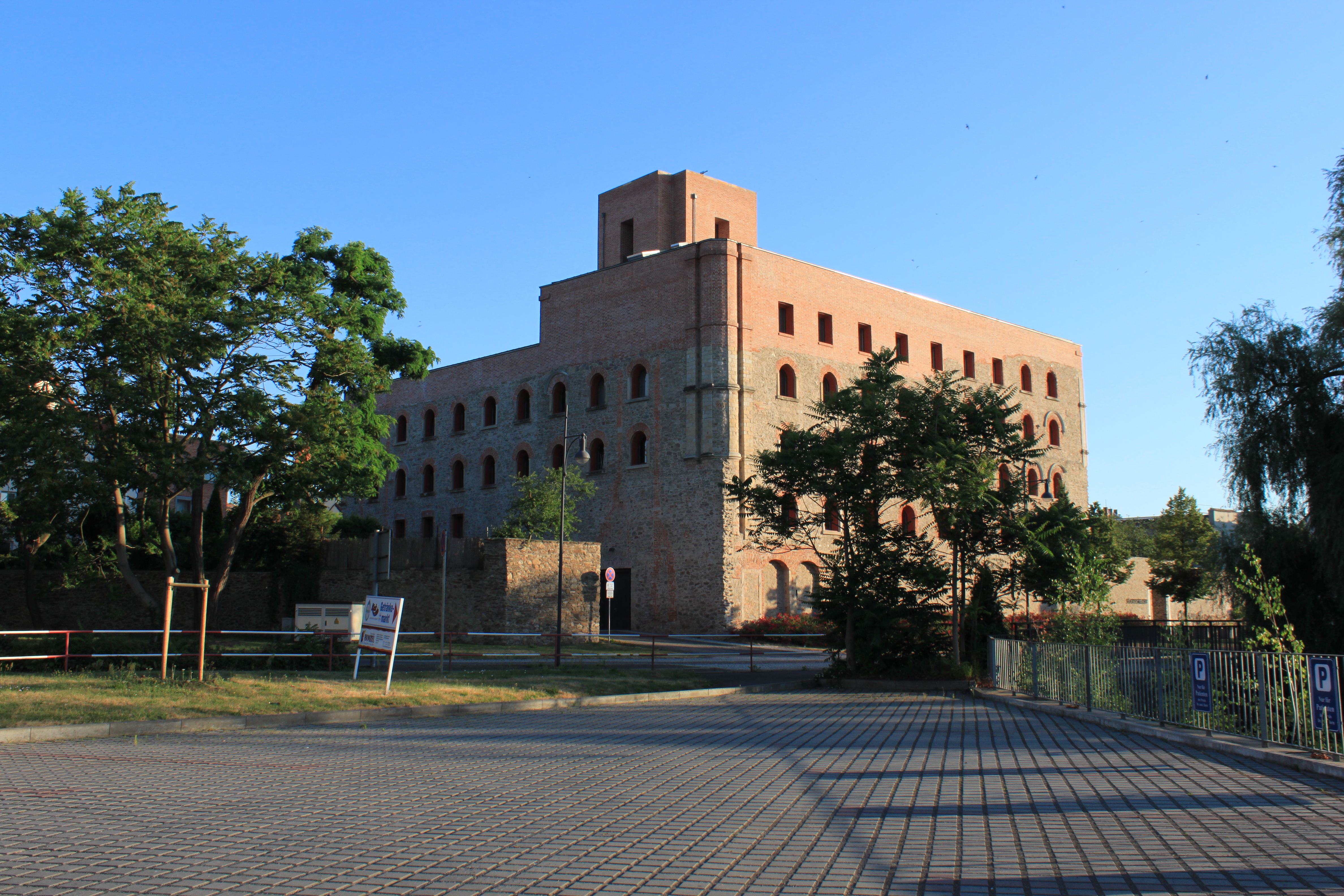
Kulturschloss Großenhain (2004)

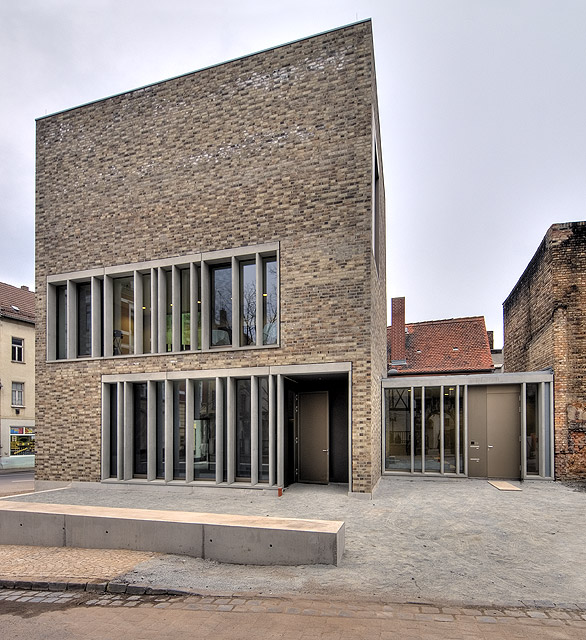
Ensemble Luther-Geburtshaus (2005–2007)

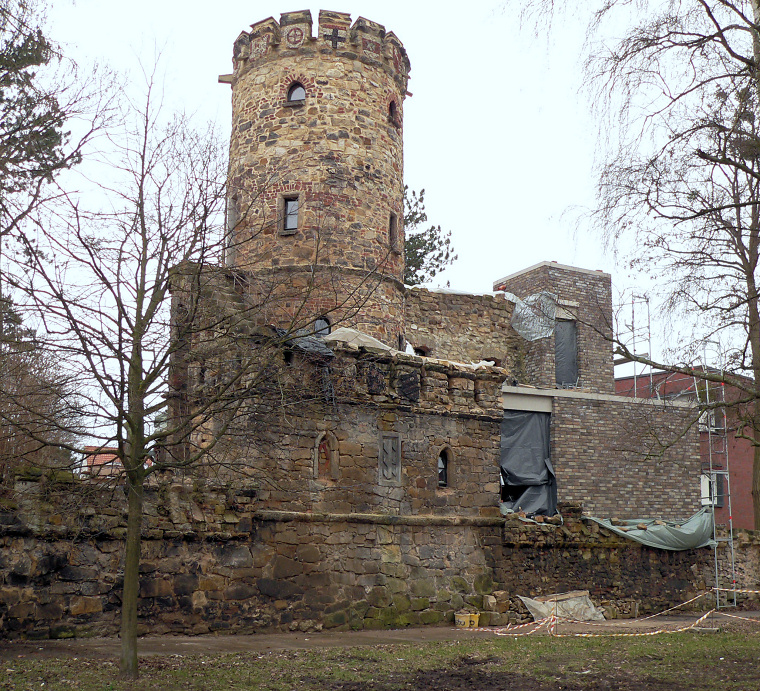
Löwenburg (2010)

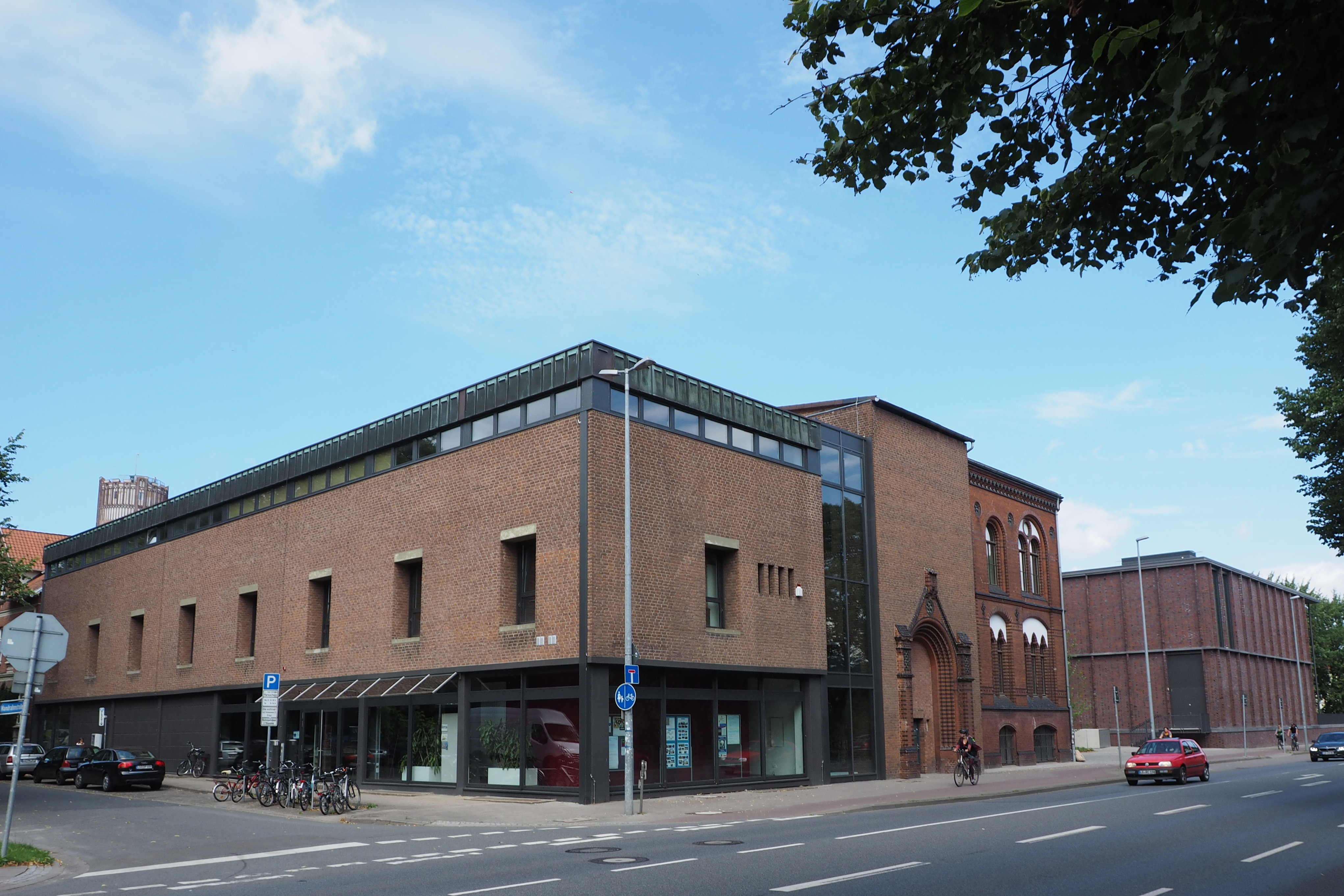
Museum Lüneburg (2012–2015)

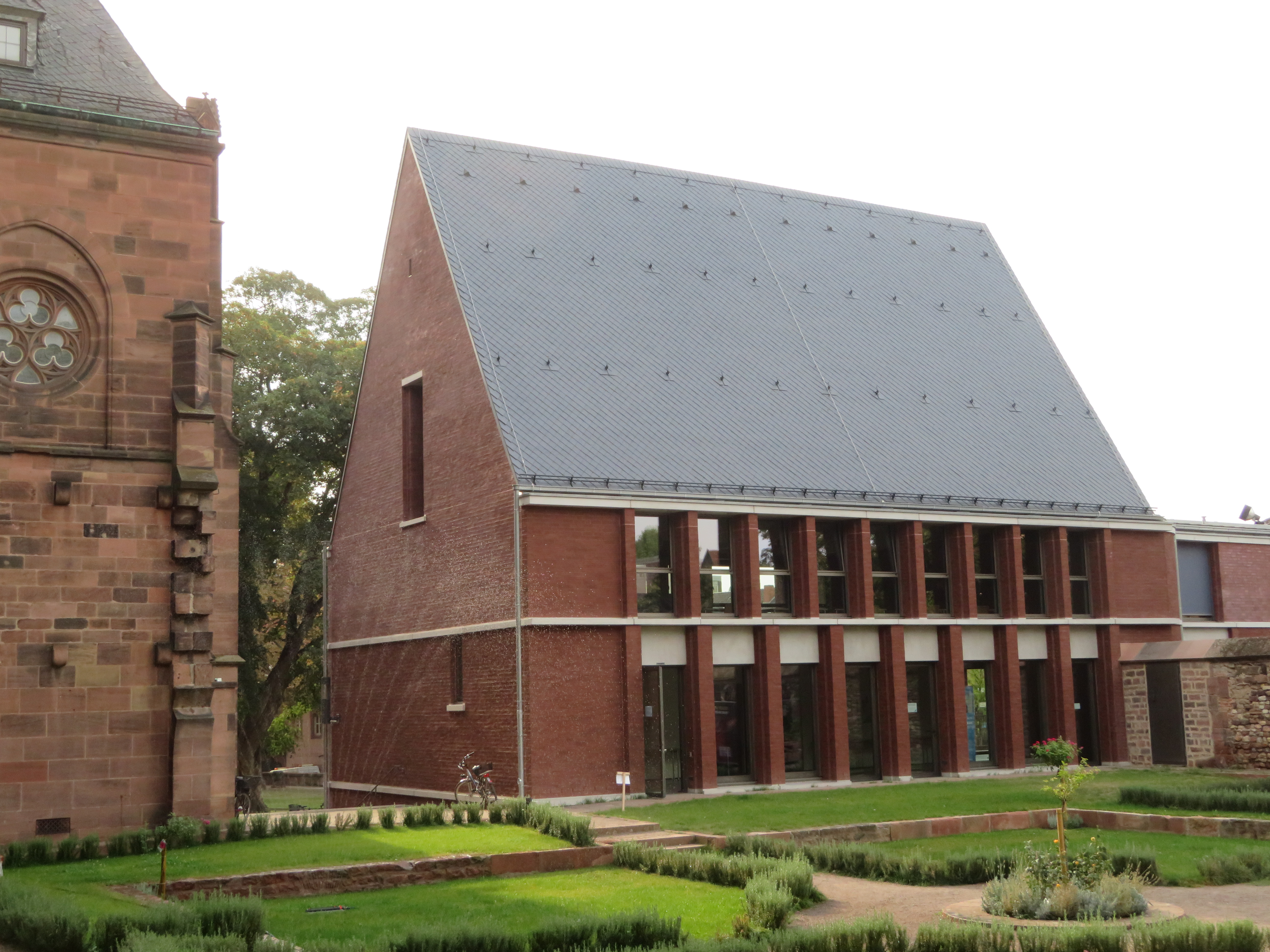
Haus am Dom (2018)

Jörg Springer (*  1964 in Stuttgart) ist ein deutscher Architekt und Hochschullehrer.
Springer befasst sich vorwiegend mit Bauten für Kunst und Kultur sowie Planungen für unter Denkmalschutz stehende Objekte.

## Leben
Jörg Springer studierte von 1985 bis 1993 Architektur an der Technischen Universität Berlin und an der ETSA in Barcelona; er war seit 1986 Stipendiat der Studienstiftung des Deutschen Volkes. Von 1990 bis 1991 arbeitete er bei Josep Lluis Mateo in Barcelona. Ab 1990 arbeitete er mit Klaus P. Springer, Architekt BDA zusammen, 1995 gründete er sein eigenes Büro in Berlin, ab 2009 bestand eine Partnerschaft mit dem Architekten Georg Heidenreich als Heidenreich & Springer Architekten.
Springer ist Mitglied des Gestaltungs- und Welterbebeirats der Hansestadt Lübeck. Er lehrte an der Technischen Universität Darmstadt und ist seit 2014 ordentlicher Professor für Entwerfen und komplexe Gebäudelehre an der Bauhaus-Universität Weimar. Im April 2022 wurde er in das Baukollegium Berlin berufen.

## Bauten und Entwürfe
- 1998–2001: Kleist Forum in Frankfurt (Oder) ⊙
- 2004: Kulturhaus Schloss Großenhain ⊙
- 2005–2008: Sanierung und Umbau des Stralsunder Theaters ⊙
- 2005–2007: Museum Luther-Geburtshaus in Lutherstadt Eisleben ⊙
- 2005–2009: Umbau und Erweiterung einer Wohnanlage am Altenhagener Weg in Hamburg-Wandsbek⊙
- 2009–2010: Umbau des Kammergebäudes des Leib-Garde-Husaren-Regiments für die Bundesstiftung Baukultur in Potsdam[2] ⊙
- 2010: Umbau der Löwenburg in Hannover-Herrenhausen zu einem Privathaus[3] ⊙
- 2012–2014: Neugestaltung und Erweiterung des Museums in Neuruppin[4] ⊙
- 2012–2015: Museum Lüneburg ⊙
- 2018: Sanierung und Erweiterung des GEWOBA-Hochhauses in Bremen ⊙
- 2018: Gemeindezentrum Haus am Dom in Worms ⊙
- 2022–2024: Neuer Plögerscher Gasthof in Potsdam ⊙
- 2023–2026: Erweiterungsbauten für das Focke-Museum in Bremen ⊙
- ab 2024: Wohn- und Geschäftshäuser für die WBM Wohnungsbaugesellschaft Berlin-Mitte, Breite Straße (Berlin-Mitte) (Wettbewerb) ⊙

## Schriften
- Anmerkungen zum Ortsbezug in der Architektur. In: H. Schneider, U. Schröder (Hrsg.): Identität der Architektur. Köln 2018.

## Auszeichnungen
- 2004: Architekturpreis des BDA Sachsen
- 2007: Architekturpreis des Landes Sachsen-Anhalt
- 2009: Hannes-Meyer-Preis
- 2010: Deutscher Bauherrenpreis
- 2014: Fritz-Höger-Preis für Backstein-Architektur